# Florence Kasumba
Florence Kasumba (Kampala, 26 oktober 1976) is een Oegandees-Duitse actrice. Ze begon haar carrière in Duitse en Nederlandse films en is het meest bekend met de rol van Ayo in de films Captain America: Civil War, Black Panther, Avengers: Infinity War, Black Panther: Wakanda Forever en de televisieserie The Falcon and the Winter Soldier.
Kasumba werd in Kampala, Oeganda geboren en bracht haar jeugd door in Essen, Duitsland waar ze de lagere en middelbare school bezocht. Op 12-jarige leeftijd zag ze de musical Starlight Express, waardoor ze geïnspireerd werd om actrice te worden. Ze behaalde diploma's in acteren, zingen en dansen aan de Fontys Hogeschool voor de Kunsten in Tilburg. Terwijl ze nog studeerde op de Fontys verscheen ze in de film Ik ook van jou. Na haar afstuderen acteerde Kasumba in vele musicals waaronder Chicago, The Lion King, Cats, West Side Story, Evita en Beauty and the Beast.
Ze reisde naar New York en speelde de titelrol in de Duitse productie van Aida. Ook speelde ze in Duitsland de rol van Lisa in de musical Mamma Mia!. Na haar optreden met Scarlett Johansson in de film Captain America: Civil War verscheen ze in meerdere films uit de Marvel Cinematic Universe-franchise. Ze spreekt vloeiend Engels, Duits en Nederlands en verscheen in verschillende Nederlandse, Duitse en Engelstalige films en televisieseries.